# Sanga jezik
Sanga jezik (ISO 639-3: sng; kisanga, luba-garenganze, luba-sanga, južni luba), nigersko-kongoanski jezik iz DR Konga, kojim govori 431 000 ljudi (1991 UBS) u provinciji Katanga.
Pripadau centralne bantu jetzike u zoni L, i jedan je od (6) jezika podskupine Luba (L.30). Pismo: latinica

## Vanjske poveznice
- Ethnologue (14th)
- Ethnologue (15th)